# Jataúba
Jataúba est une municipalité brésilienne située dans l'État du Pernambouc.